# تپه گور قاله
تپه گور قاله مربوط به اواخر دوران‌های تاریخی پس از اسلام است و در شهرستان بوئین‌زهرا، بخش آوج، روستای داستجین واقع شده و این اثر در تاریخ ۱۲ بهمن ۱۳۸۱ با شمارهٔ ثبت ۷۳۰۴ به‌عنوان یکی از آثار ملی ایران به ثبت رسیده است.